# Hạ viện
Hạ viện (Hạ nghị viện hoặc Chúng nghị viện) là một trong hai viện của Quốc hội ở tại các Quốc gia lưỡng viện. Các thành viên của Hạ viện được chọn lựa qua bầu cử. Hạ viện có chức năng lập pháp. Quyền lực của hạ viện so với thượng viện là khác nhau tùy theo hiến pháp.
Đại biểu quốc hội tại hạ nghị viện thường là do người dân trực tiếp bầu, nên còn gọi là dân biểu hoặc "hạ nghị sĩ", và hạ nghị viện còn được gọi là viện dân biểu. Trong khi đại biểu quốc hội tại thượng nghị viện thường được gọi là nghị sĩ, hay là thượng nghị sĩ.
- Tại các quốc gia theo thể chế dân chủ nghị viện, hạ viện có quyền lập ra thủ tướng và chính phủ. Đảng nào có nhiều ghế trong hạ viện có quyền thành lập chính phủ.

Ví dụ: Anh, Canada, Úc...
- Quốc hội tại những quốc gia có một viện được coi là tương đương với hạ viện.

Ví dụ: Việt Nam, Trung Quốc...
- Hạ viện Hoa Kỳ bao gồm 435 dân biểu được bầu chọn dựa trên tỷ lệ dân số của mỗi tiểu bang.

## Đặc điểm của hạ nghị viện
- Hạ viện có những quyền lực riêng mà thượng viện không có, và ngược lại, điều này thay đổi tuỳ thuộc vào hiến pháp từng quốc gia.
- Các nghị quyết được thông qua bởi hạ viện.
- Hạ viện có nhiều ghế hơn thượng viện.
- Nhiệm kỳ thành viên ngắn hơn của thượng viện